# 宮崎利秀
宮崎 利秀（みやざき としひで、1919年 - 1982年1月1日）は、日本の教員で俳人。
杉森久英の小説『黄色のバット』のモデルになったことで知られる。

## 来歴
群馬県伊勢崎市に生まれる。生後すぐに埼玉県妻沼町（現・熊谷市）に転居した。
熊谷中学校（現・埼玉県立熊谷高等学校、1937年卒業）を経て、横浜高等工業学校（現・横浜国立大学工学部）を卒業した。熊谷中学校では金子兜太と同窓だった。1942年に東京工業大学機械工学科を卒業すると、陸軍兵技将校として相模造兵廠監督課に勤務した。陸軍航空本部付技術少尉として満州派遣されている際に敗戦となる。
敗戦後は占領軍の英語通訳を務めながら、1946年に『東京ジョー』を刊行した。
その後英語教師として、神奈川県立上溝女子高等学校（現・神奈川県立上溝高等学校）、橋本農学校、桜美林学園、相模原市立田名中学校に勤めたが、リウマチに罹患、1951年に帰郷して母校の熊谷高等学校に勤めた後、1957年に埼玉県立浦和高等学校に転任し、俳句『あざみ』の初代編集長となる。
没後の1983年3月に、妻沼の大我井神社境内に句碑が建立された

## 著書
- 『句集 星の微笑』